# 東華三院黃大仙醫院
東華三院黃大仙醫院（英語：TWGHs Wong Tai Sin Hospital，醫院管理局內部代碼：WTSH）位於香港九龍黃大仙區黃大仙沙田坳道124號，鄰近竹園北邨及聖母醫院。由東華三院建立，於1965年5月28日啟用，是一所公立醫院，由醫院管理局管理，隸屬於九龍中聯網。

## 歷史
該院以往是一所護養院，前稱黃大仙護養院，前身為建於1954年位於廣華醫院內的「廣華護養院」，其後廣華重建，護養院需要覓地遷建，遂遷至黃大仙。1965年5月28日，黃大仙護養院啟用，後發展成為一間提供延續護理的復康性公立醫院。病人大多轉介自九龍和新界區各醫院。
黃大仙醫院地盤面積約81,990平方呎，由香港政府於1962年撥地，東華三院自資興建。

## 專科服務
- 胸肺科：1965年開始服務，提供167張病床
- 內科、老人科、外科及骨科之康復護理
- 肺科、老人科、骨科及中風病人之復康治療
- 老人日間醫院
- 寧養服務及減痛藥物療法
- 護養服務

## 其他支援服務
- 物理治療   職業治療  醫務社會工作
- 言語治療   足病治療
- 營養部     藥房
- 義肢矯形

## 公共交通
雙鳳街天橋入口只於每日下午3時半至晚上8時半開放，其餘時間仍為職員專用，只可由沙田坳道正門進出醫院。

## 外部連結
- 醫院管理局官方簡介
- 東華三院網頁內的簡介 （页面存档备份，存于）